# 邱学强
邱学强（1957年8月—），山东莘县人；青海省广播电视大学法律专业毕业，中共中央党校在职研究生学历。1975年7月参加工作，1980年12月加入中国共产党；是中共第十六届中央候补委员，第十七、十八届中央纪律检查委员会常务委员，第十九届中央委员。曾任最高人民检察院副检察长、党组副书记，一级大检察官。

## 经历
邱学强早年一直在青海工作。1978年由基层专职党工干部，转行进入政法系统；历任青海省玉树藏族自治州检察院干部、助理检察员、副检察长；1987年，调青海省检察院工作；期间，在青海省广播电视大学完成法律专业学习；1991年，出任中共青海省政法委秘书长。
1993年，邱学强调中央，历任最高人民检察院副厅长、厅长，检察委员会委员，政治部主任；2001年6月，出任最高人民检察院副检察长，时年44岁； 2002年9月起，担任最高人民检察院党组副书记；一个月后，在中共十六大上当选中央候补委员。2011年12月，晋升一级大检察官。2020年5月，不再担任最高人民检察院副检察长职务，增补为全国政协社会和法制委员会副主任。